# پل امیرکبیر
پل روگذر امیرکبیر اولین پل شهری سمنان است. این پل بخشی از بلوار بسیج است که میدان معلم را به جاده سمنان - مازندران وصل می‌کند

## مشخصات فنی
طول این پل را حدود ۴۳۰ متر با عرض ۲۱ متر و ارتفاع ۵٫۵ متر است.
طول هر گیردر این پل حدود ۴۸ متر و طول مفید هر دهنه از گیردرها نیز ۴۱ متر است.
دارای پنج دهانه ۴۲ متری است.
هر دهنه از دهنه‌های پل شامل چهار عدد از این گیردرها بوده و تعداد دهنه‌های ۴۱ متری پل، پنج عدد است.
برای ساخت این پل یک هزار و ۷۰۰ تن آهن آلات و میل گرد مصرف و سه هزار و ۲۰۰ تن بتن ریزی شده است.